# 沙口集镇
沙口集镇，是中华人民共和国河北省邯郸市魏县下辖的一个镇，原为沙口集乡，2022年12月撤乡设镇。

## 行政区划
沙口集镇下辖以下地区：
集西村、集东村、牛冯庄村、李家口村、大斜街村、沙圪塔村、河沟村、陈小屯村、南北拐村、大庄村、漳河村、六十町村、杜二庄村、岗上村、斗门村、郑二庄村、刘屯村、马头村、小斜街村、大屯村、东张庄村、大杨庄村、小杨庄村、南沙口村、北辛庄村和段家庄村。